# Veleno freddo
Un pinguino per Hildegarde (Cold Poison) è un romanzo di giallo del 1967 scritto da Stuart Palmer.
È il numero 941 della serie Il Giallo Mondadori.

## Trama
L'investigatrice Hildegarde Whithers riceve l'incario di risolvere un caso di messaggi minatori ricevuti dai membri di uno studio di Cartoni animati.
Ad una prima indagine tutto sembra uno scherzo di cattivo gusto. A distanza di pochi giorni dall'arrivo di Hildegarde uno dei membri dello studio viene avvelenato. Con l'amico Ispettore Oscar Piper e con un aiuto insperato, Hildegarde riuscirà a risolvere il caso.

## Personaggi
- Hildegarde Whithers: Investigatrice privara
- Talley (Rand): Barbone di Hildegarde
- Oscar Piper: Ispettore di polizia
- Ralph Cushak: Direttore dello studio di animazione
- Joice Reed: Segretaria di Cushak
- Larry Reed: Marito di Joyce
- Janet Poole: Animatrice di cartoni animati
- Guy Fowler: Musicista
- Karas: Direttore musicale dello studio
- Rollo Bayles: Pittore
- Tip Brown: Disegnatore
- Cassidy: Tutto fare dello studio
- Callan: Sergente della polizia di Los Angeles

## Edizione
- Stuart Palmer, Un pinguino per Hildegarde, collana Il Giallo Mondadori n° 941, traduzione di Renata Pacces Bertelé, 1967  [1954],  p. 167.